# Division 1B 2021/22
Die Division 1B 2021/22 war die 105. Spielzeit der zweithöchsten belgischen Spielklasse im Männerfußball und die sechste Spielzeit als professionelle Division 1B nach Neustrukturierung des Ligensystems zur Saison 2016/17. Der offizielle Name der Liga lautet 1B Pro League.
Aufgrund der Unklarheiten über den Modus der Liga wurde der Spielplan erst am 1. Juli 2021 veröffentlicht. Die neue Saison begann am Wochenende des 14./15. August 2021. Der 16. Spieltag am Wochenende des 18./19. Dezember 2021 war der letzte Spieltag im Jahr 2021. Danach folgte eine Winterpause. Der Spielbetrieb wurde am Wochenende des 22./23. Januars 2022 wiederaufgenommen. Die Saison endete am 16./17. April 2022.

## Teilnehmer
Für die Spielzeit 2021/22 haben sich folgende Vereine sportlich qualifiziert:
- die restlichen Vereine aus der Saison 2020/21:
  - KVC Westerlo
  - Lommel SK
  - KMSK Deinze
  - RWD Molenbeek
  - Lierse Kempenzonen
- der Verlierer der Relegationsspiele gegen den Zweiten der Division 1B 2020/21 RFC Seraing
  - Waasland-Beveren
- der Absteiger aus der Division 1A 2020/21
  - Royal Excel Mouscron
- nach Wiedererteilung der Lizenz aufgrund der Anordnung der Wettbewerbsbehörde
  - Royal Excelsior Virton

Die Teilnahme der U 23-Mannschaft des FC Brügge außer Konkurrenz war auf die Saison 2020/21 befristet. Änderungsanträge dazu wurden in der Generalversammlung der Vereine am 16. März 2021 nicht angenommen. Nach weiteren Generalversammlungen am 25. Mai 2021, am 2. Juni 2021 und am 14. Juni 2021 wurde schließlich in der Generalversammlung vom 30. Juni 2021, das Format mit acht Vereinen in der Division 1B für die Saison 2021/22 bestätigt.
In der Saison 2022/23 wird die Division 1B um die vier besten U23-Mannschaften aufgestockt.
Da durch die mehrfach verlängerte Verbote von Sportveranstaltungen im Amateurbereich es nicht möglich war, in der 1. Division Amateure auch nur die Hinrunde abzuschließen, beschloss der belgische Fußballverband am 25. Januar 2021 alle Amateurligen abzubrechen. Alle Amateur-Mannschaften starten in der Saison 2021/22 wieder in derselben Spielklasse wie in der Saison 2020/21. Entsprechend gibt es auch keinen Aufsteiger aus der 1. Division Amateure in die Division 1B.

## Stadien
| Verein                 | Stadt/Gemeinde       | Stadion                            | Kapazität |
| ---------------------- | -------------------- | ---------------------------------- | --------- |
| Waasland-Beveren       | Beveren              | Freethielstadion                   | 13.290    |
| KMSK Deinze            | Deinze               | Bürgermeister-Van-de-Wiele-Stadion | 08.000    |
| Lierse Kempenzonen     | Lier                 | Herman-Vanderpoorten-Stadion       | 13.539    |
| Lommel SK              | Lommel               | Stadelijk Sportstadion             | 12.500    |
| RWD Molenbeek          | Molenbeek-Saint-Jean | Edmond-Machtens-Stadion            | 12.266    |
| Royal Excel Mouscron   | Mouscron             | Stade Le Canonnier                 | 10.571    |
| KVC Westerlo           | Westerlo             | Het Kuipje                         | 08.035    |
| Royal Excelsior Virton | Virton               | Stade Yvan Georges                 | 03.622    |

## Modus
Nach dem Beschluss der Generalversammlung der Vereine vom 15. Mai 2020 wurde der Modus nur für die Saison 2020/21 verändert.
Daher hätte für die Saison 2021/22 wieder gegolten, dass die Saison in zwei „Tranchen“ zu je 14 Spieltagen ausgetragen worden wäre. Dabei hätten die acht Vereine in einer Hin- und Rückrunde pro Tranche jeweils zweimal gegeneinander gespielt. Die Sieger der beiden Tranchen hätten in zwei Spielen den Meister ermittelt, der dann in die Division 1A aufgestiegen wäre.
Da die Generalversammlung vom 31. Juli 2020 beschloss, dass die Division 1A auch in der Saison 2020/21 mit 18 Vereinen ausgetragen wird, finden dort nur verkürzte Play-offs statt, an denen die Vereine der Division 1B nicht teilnehmen. Nachdem die Anträge mehrerer Vereine, die Reduzierung der Division 1A auf 16 Mannschaften um eine Saison zu verschieben, in der Generalversammlung vom 16. März 2021 noch keine Mehrheit gefunden hatten, wurde dem nach weiteren Generalversammlungen am 25. Mai 2021, am 2. Juni 2021 und am 14. Juni 2021 zugestimmt.
Entsprechend spielen auch in der Saison 2021/22 die acht Vereine in zwei Hin- und Rückrunden viermal gegeneinander. Die Mannschaft, die die Tabelle nach 28 Spieltagen anführt, steigt auf. Die Mannschaft auf Platz 2 spielt in der Relegation gegen den Vorletzten der Division 1A um den letzten freien Platz. In die 1. Division Amateure steigt die Mannschaft ab, die am Schluss den letzten Platz belegt. Für die Saison 2022/23 muss ein neuer Modus infolge der Integration von vier U23-Mannschaften gefunden werden.
Falls einzelne Spiele durch Anordnungen der örtlichen Behörden wegen der COVID-19-Pandemie untersagt werden, obliegt es dem Heimverein, einen anderen Austragungsort am geplanten Spieltag zu finden. Anderenfalls wird das Spiel 0:3 gegen ihn gewertet.

## Saisonbesonderheiten
Nach Zuschauerausschreitungen bei zwei Spielen am 17. Spieltag der Division 1A (5. Dezember 2021) schloss Pro League am folgenden Tag bis zum Ende des Kalenderjahres die Fans des jeweiligen Gastvereines nicht nur bei den Spielen der Division 1A aus, sondern verhängte diese Maßnahme auch für die Spiele der Division 1B. Damit solle eine Bedenkzeit für die Fans erreicht werden. Zugleich steuere man damit auch der Verbreitung des Corona-Virus gegen.

## Ergebnisse und Tabelle

### Tabelle
| Pl.                                | Verein                   | Sp. | S  | U  | N  | Tore    | Diff. | Punkte |
| ---------------------------------- | ------------------------ | --- | -- | -- | -- | ------- | ----- | ------ |
| 1.                                 | KVC Westerlo             | 28  | 17 | 5  | 6  | 052:290 | +23   | 56     |
| 2.                                 | RWD Molenbeek            | 28  | 14 | 7  | 7  | 041:330 | +8    | 49     |
| 3.                                 | Waasland-Beveren (A)     | 28  | 12 | 5  | 11 | 047:400 | +7    | 41     |
| 4.                                 | KMSK Deinze              | 28  | 9  | 12 | 7  | 047:390 | +8    | 39     |
| 5.                                 | Lierse Kempenzonen       | 28  | 9  | 9  | 10 | 039:420 | −3    | 36     |
| 6.                                 | Lommel SK                | 28  | 9  | 8  | 11 | 039:400 | −1    | 35     |
| 7.                                 | Royal Excel Mouscron (A) | 28  | 8  | 6  | 14 | 031:450 | −14   | 30     |
| 8.                                 | Royal Excelsior Virton   | 28  | 5  | 6  | 17 | 024:520 | −28   | 21     |
| Stand: 17. April 2022 (Saisonende) |                          |     |    |    |    |         |       |        |

Platzierungskriterien: 1. Punkte – 2. Siege – 3. Tordifferenz – 4. geschossene Tore

| (A) | Absteiger aus der Division 1A 2020/21 |

### Kreuztabelle
|                        | erste Doppelrunde | erste Doppelrunde    | erste Doppelrunde | erste Doppelrunde | erste Doppelrunde | erste Doppelrunde | erste Doppelrunde | erste Doppelrunde | zweite Doppelrunde | zweite Doppelrunde   | zweite Doppelrunde | zweite Doppelrunde | zweite Doppelrunde | zweite Doppelrunde | zweite Doppelrunde | zweite Doppelrunde |
| Stand: 17. April 2022  | Waasland-Beveren  | Royal Excel Mouscron | LOM               | KMSK Deinze       | KVC Westerlo      | RWD Molenbeek     |                   | VIR               | Waasland-Beveren   | Royal Excel Mouscron | LOM                | KMSK Deinze        | KVC Westerlo       | RWD Molenbeek      |                    | VIR                |
| ---------------------- | ----------------- | -------------------- | ----------------- | ----------------- | ----------------- | ----------------- | ----------------- | ----------------- | ------------------ | -------------------- | ------------------ | ------------------ | ------------------ | ------------------ | ------------------ | ------------------ |
| Waasland-Beveren       |                   | 0:2                  | 2:1               | 0:2               | 0:2               | 2:3               | 1:3               | 4:3               |                    | 2:0                  | 1:1                | 4:1                | 2:1                | 1:0                | 0:1                | 3:1                |
| Royal Excel Mouscron   | 0:4               |                      | 0:1               | 2:0               | 1:2               | 1:1               | 2:1               | 1:1               | 3:0                |                      | 2:1                | 1:2                | 2:6                | 0:1                | 0:0                | 2:1                |
| Lommel SK              | 2:3               | 3:0                  |                   | 2:2               | 0:1               | 2:3               | 1:0               | 1:3               | 1:1                | 0:0                  |                    | 2:1                | 2:1                | 0:0                | 0:1                | 3:0                |
| KMSK Deinze            | 0:0               | 3:1                  | 3:3               |                   | 2:1               | 1:2               | 1:1               | 3:0               | 3:3                | 2:2                  | 1:1                |                    | 1:2                | 3:0                | 1:2                | 2:1                |
| KVC Westerlo           | 1:1               | 4:3                  | 2:0               | 2:2               |                   | 0:0               | 3:2               | 2:0               | 2:1                | 1:0                  | 3:0                | 0:3 b              |                    | 2:2                | 2:0                | 1:1                |
| RWD Molenbeek          | 1:3               | 3:1                  | 1:2               | 2:2               | 1:2               |                   | 3:3               | 0:0               | 2:1                | 2:0                  | 2:0                | 1:0                | 0:2 a              |                    | 3:1                | 3:0                |
| Lierse Kempenzonen     | 2:1               | 2:2                  | 2:2               | 2:2               | 1:5               | 4:1               |                   | 2:0               | 2:0                | 0:1                  | 0:2                | 1:1                | 1:0 c              | 0:1                |                    | 1:1                |
| Royal Excelsior Virton | 0:3               | 0:2                  | 2:1               | 1:1               | 0:2               | 0:2               | 2:1               |                   | 0:4                | 2:0                  | 2:3                | 0:2                | 1:0                | 0:1                | 2:2                |                    |

## Relegation
Zwischen dem 17. der Division 1A (RFC Seraing) und dem 2. der Division 1B (RWD Molenbeek) finden zwei Relegationsspiele um den letzten freien Platz in der Division 1A 2022/23 statt, wobei die Mannschaft aus der Division 1A im zweiten Spiel Heimrecht hat.
Wie im Europapokal zählen Auswärtstore ab dieser Saison nicht doppelt. Bei einem Remis nach Addition beider Spielergebnisse würde das 2. Spiel verlängert und ggf. im Elfmeterschießen entschieden.
| Datum                                             |               | Gesamt |             | Hinspiel | Rückspiel |
| ------------------------------------------------- | ------------- | ------ | ----------- | -------- | --------- |
| 23. April 2022 18:30 Uhr 30. April 2022 20:45 Uhr | RWD Molenbeek | 0:1    | RFC Seraing | 0:1      | 0:0       |

## Auswirkungen der COVID-19-Pandemie

### Zuschauer
Seit dem 27. Juni 2021 erlaubt die belgische Regierung bei Profi-Sportveranstaltungen im Freien, dass ein Drittel der Kapazität der Stadien nur für die Fans der Heimmannschaft genutzt werden darf. Dabei dürfen maximal acht Personen, die die Eintrittskarten zusammengekauft haben müssen, ohne Abstand zusammenstehen oder sitzen. Im Stadion sind mit Ausnahme am Sitzplatz Masken zu tragen. Weitere Regelungen ab August 2021 sollen geprüft werden.

### Sanktionen durch Pro League im Zusammenhang mit der COVID-19-Pandemie
Am 23. Dezember 2020 entschied der Verwaltungsrat von Pro League, künftig „interne“ Geldstrafen von Spielern, Trainern und Funktionären zu erheben, wenn diese gegen die besonderen „COVID-Regeln“ bei Fußballspielen verstoßen, weil sie sich beispielsweise bei einem Tor oder nach Spielende abklatschen. Die Strafen würden bei entsprechenden Beobachtungen des Schiedsrichters, des Vierten Offiziellen oder aufgrund Fernsehbildern verhängt und betragen 750 Euro für jeden Spieler oder Funktionär je Vorfall sowie 5.000 Euro für einen Verein pro Spiel, dessen Spieler oder Funktionär gegen diese besonderen Regeln verstößt. Die Beträge werden von Pro League an Télé-Accueil, einem Träger der Telefonseelsorge, weitergegeben.